# Devrimci Yol
Devrimci Yol (Revolutionärer Weg, auch Dev-Yol) war eine türkische linksradikale politische Bewegung, die von 1977 bis 1985 existierte.

## Geschichte
Devrimci Yol bildete sich aus Mitgliedern der nach dem Militärputsch in der Türkei 1971 verbotenen Föderation der Revolutionären Jugend der Türkei (Dev-Genç), in Auseinandersetzung mit den Thesen der Türkischen Volksbefreiungspartei-Front (THKP-C) von Mahir Çayan. Als Gründungsdatum gilt der 1. Mai 1977, der Zeitpunkt der Erstausgabe der gleichnamigen Zeitschrift. Dev-Yol betrachtete sich eher als Bewegung, obwohl sie marxistisch-leninistischen Organisationsprinzipien entsprach. Nach dem Militärputsch in der Türkei 1980 wurden viele Prozesse gegen Anhänger der Organisation geführt, so dass der organisatorische Zusammenhalt verloren ging.

## Der Hauptprozess gegen Mitglieder von Devrimci Yol in Ankara
Nach dem Putsch vom 12. September 1980 wurde der Hauptprozess gegen Angehörige von Devrimci Yol vor dem Militärgericht in Ankara geführt. Angeklagt waren 723 Personen, gegen 74 Personen plädierte am 4. Mai 1988 der Staatsanwalt auf Todesstrafe.
Der Prozess begann am 18. Oktober 1982. In der Anklageschrift hatte der Militärstaatsanwalt Oğuzhan Müftüoğlu, Nasuh Mitap, Ali Başpınar, Melih Pekdemir, Ali Alfatlı, Mehmet Akın Dirik und Mehmet Ali Yılmaz als Mitglieder des im April 1979 gebildeten Zentralkomitees bezeichnet. Neben den so genannten Widerstandkomitees, deren Aufgabe der Kampf gegen den Faschismus und die Machtübernahme im Lande gewesen sei, habe es aber auch bewaffnete Widerstandskomitees gegeben.

## Strafverfahren nach 1980
Einige Verfahren, die nach dem Militärputsch vom 12. September 1980 gegen Angehörige der Devrimci Yol geführt wurden und in denen Todesstrafen verhängt wurden, sind:
| Ort        | Datum der Berichterstattung | Angeklagte | Todesstrafe |
| ---------- | --------------------------- | ---------- | ----------- |
| Izmir      | 30. Juli 1981               | 18         | 3           |
| Adana      | 10. November 1981           | 57         | 7           |
| Gölcük     | 21. April 1983              | 49         | 2           |
| Iskenderun | 15. September 1983          | 150        | 5           |
| Izmir      | 19. November 1983           | 115        | 4           |
| Giresun    | 25. Januar 1984             | 291        | 8           |
| Ünye       | 22. April 1984              | 64         | 5           |
| Usak       | 22.05.1984                  | 107        | 13          |
| Elazig     | 29. Januar 1985             | 41         | 3           |
| Merzifon   | 16. Mai 1985                | 901        | 1           |
| Artvin     | November 1985               | 939        | 11          |
| Samsun     | 05. April 1986              | 47         | 2           |
| Gölköy     | 6. Juni 1986                | 101        | 3           |
| Adana      | 18. Juni 1986               | 331        | 19          |
| Ankara     | 17. Juli 1989               | 723        | 7           |
| Fatsa      | 1989/1990?                  | 811        | 8           |

### Hinrichtungen
- Veysel Güney in Gaziantep am 11. Juni 1981
- Mustafa Özenç in Adana am 20. August 1981
- İlyas Has in İzmir am 7. Oktober 1984
- Hıdır Aslan in Burdur am 25. Oktober 1984

## Verfassungsschutzberichte
Sowohl das Bundesamt für Verfassungsschutz als auch die Landesämter wiesen auf Devrimci Yol als linksextreme Organisation aus der Türkei hin. Beispiel ist die Broschüre Türkische linksextremistische Organisation in Deutschland von 2007. zitiert:
„Die Organisation ‚Devrimci Yol‘ galt in den 1970er Jahren in der Türkei wegen ihrer terroristischen Aktivitäten als die gefährlichste Extremistengruppe [...] Seit Jahren ist die Gruppe in der Türkei nicht mehr terroristisch tätig, erinnert aber auf ihrer Internetseite weiterhin an ihre Vergangenheit. In Deutschland trat die Organisation Devrimci Yol seit 1984 vornehmlich unter der Bezeichnung Devrimci İşçi ("Revolutionäre Arbeiter") auf. Seit 1993/1994 zerfiel sie jedoch infolge von Inaktivität und Führungsschwäche ihrer Funktionäre. Zurzeit verfügt sie in Deutschland nur noch über wenige Mitglieder.“